# Eva Nova
Eva Nova (Annunziata Santoli Maccotola; Napoli, 31 dicembre 1914 – Roma, 30 novembre 1996) è stata una cantante e attrice italiana.

## Biografia
Figlia di un muratore, passa la sua infanzia a Santa Maria Capua Vetere (Caserta) e, appassionata di musica, si dedica agli studi di violino per poi trasferirsi a Napoli. In questa città, frequentando casualmente la Casa Editrice La Canzonetta, le viene riconosciuta una bella tonalità di voce come cantante e, appena quattordicenne, entra nella Compagnia dei Cadetti della Canzone diretta da Enzo Bonagura, riscuotendo un successo popolare grandioso e diventando in breve una delle più apprezzate interpreti del repertorio napoletano. Da questo momento, diventa popolare come Sister's Diana, duo musicale e di fantasie formato con sua cugina Ria Diana. Poi, verso la fine degli anni '30 del Novecento, il Duo si scioglie e la Nova intraprende la carriera da solista.
Sempre come cantante, incide dischi per circa un ventennio (1940-1960) con tre prestigiose etichette discografiche: Voce del Padrone, Phonotype e Rca. Molti suoi brani sono spunto per pellicole cinematografiche e per trasposizioni teatrali. Nel 1955 prende parte al 3º Festival della Canzone Napoletana, proponendo le canzoni “Napule sotto e ‘ncoppa”, “Luna chiara” e “Comme te l’aggia dì”, brani eseguiti in abbinamento con Carla Boni e Achille Togliani. Tra le sue partecipazioni di successo, quella della Piedigrotta La Canzonetta 1951 nella quale Totò debutta, per la prima volta, come autore presentando, tra l'altro, "Malafemmena".
Nel teatro, forma una propria compagnia di rivista e per oltre un decennio propone numerose riviste di successo, tra cui Il lutto si addice all'elettricità (1945) con Agostino Salvietti e Amedeo Pariante, Mettiamoci d'accordo, e poi... (1947) con Franco Ricci, Canzoni per via aerea con Nino Besozzi e Beniamino Maggio (1948), Tutte le rose (1942) con Alfredo Jandoli, Fiori, profumi e canzoni (1942) con Nello Ascoli, Un'ora all'acqua di mare (1942) con il Trio Primavera, Piedigrotta con i tacchi a spillo (1942) con Leo Brandi, Torniamo a cantare (1945) con Luisella Viviani, La conferenza di Don Francisco (1945) con Ugo D'Alessio,Girandola dei ritornelli (1946) con Tina Pica e Pietro Carloni,Canzoni e fiori (1948) con Gennaro Di Napoli, Gli occhiali della verità (1948) con Enrico Glori e Tecla Scarano,Il sepolto vivo (1949) con Tina Pica e Franco Sportelli, Che bel divertimento (1950) con Tecla Scarano e Agostino Salvietti, I quattrini hanno messo le ali (1950) con Aldo Tarantino, Tanti auguri signora (1950) con Mimì Ferrari e i tunisiani di Wanda Osiris, Seguendo la Piedigrotta (1957) con Antonio Basurto, S'è sposato il maresciallo (1958) con Gennaro Di Napoli. Nel 1941 sposa il compositore Vincenzo Esposito, meglio conosciuto con lo pseudonimo di Enzo Di Gianni, il quale si improvvisa regista per la casa di produzione Romana Film di Fortunato Misiano e dirige la moglie in pellicole sentimentali, con un pubblico pronto a commuoversi alle tormentose vicende della protagonista.
La carriera cinematografica di Eva Nova si esaurisce in poco più di un quinquennio, mentre la carriera di cantante solo e soltanto napoletana continua per qualche tempo ancora, fino al 1956, quando a causa di sopravvenuti problemi alle corde vocali, si trasferisce a Roma e abbandona l'attività. Rimasta vedova nel 1975, muore nella sua villa romana all'età di 81 anni.

## Filmografia
- Monaca santa, regia di Guido Brignone (1948)
- Le due madonne, regia di Enzo Di Gianni e Giorgio Simonelli (1949)
- Destino, regia di Enzo Di Gianni e Domenico Gambino (1951)
- Pentimento, regia di Enzo Di Gianni (1952)
- Madonna delle rose, regia di Enzo Di Gianni (1953)
- Milanesi a Napoli, regia di Enzo Di Gianni (1955)
- Incatenata dal destino, regia di Enzo Di Gianni (1956)

## Discografia
78 giri:
- 1941: La famiglia canterina/Nucia (Voce del Padrone, HN 1960)
- 1942: Luna luna lù/Mare blu (Voce del Padrone, HN 2073)
- 1945: Soli tra la gente/Munasterio 'e Santa Chiara (Phonoelectro, E 4301)
- 1945: Sul carrozzino (di mio nonno Serafino)/In cerca di te (perduto amore) (Phonoelectro, E 4303)
- 1945: Goodbye/Bugiarda amata (Phonoelectro, E 4325)
- 1945: Casetta fra gli abeti/Vecchio quartiere (Phonoelectro, E 4326)
- 1945: Limoni d'oro/Casetta mia (Phonoelectro, E 4327)
- 1945: Il pianino di Napoli/Il giovanotto amato (Phonoelectro, E 4328)
- 1945: Io t'ho incontrata a Napoli/Hanno rapito madonna luna (Phonoelectro, E 4329)
- 1945: Canto ma sotto voce/Vola vola (Phonoelectro, E 4330)
- 1945: Batticuore/A zonzo(Voce del Padrone, AV 530)
- 1945: Finestrella di paese/Chitarrata a chi sente (Voce del Padrone, AV 541)
- 1945: Ma l'amore no/Notte e dì(Voce del Padrone, AV 545)
- 1946: Ddoie parole/'O quarantotto(Voce del Padrone, AV 767)
- 1946: Quante Marie/Stornellacore(Voce del Padrone, AV 769)
- 1947: Canta il mio cuore/Canta se la vuoi cantar(Voce del Padrone, HN 2210)
- 1947: Mare/Piedigrotta(Voce del Padrone, HN 2212)
- 1948: La più bionda/Napoli è bella pure quando piove(Voce del Padrone, HN 2350)
- 1948: Bucato al sole/Serenata all'assente(Voce del Padrone, HN 2351)
- 1949: Arrivederci a Napoli/Lucianella(Voce del Padrone, HN 2570)
- 1949: Maestrina di campagna/Maschera stracciata(Voce del Padrone, HN 2571)
- 194?: 'E Pperle da Madonna/Chella d' O Primmo Piano (RCA Victor 25-7098)
- 1950: Destino/Canzone a Lola(Voce del Padrone, HN 2715)
- 1951: 'O paese d' 'o sole/Napule dd'e ccanzone(Voce del Padrone, HN 2802)
- 1952: Tram a cavalli/Stornellando per la città(Voce del Padrone, HN 2870)
- 1952: Le rose sbocciano/Mezzanotte senza stelle(Voce del Padrone, HN 2872)
- 1953: Dammi il numero del cielo/Un disco dall'Italia(Voce del Padrone, HN 3028)
- 1955: Comme te l'aggia dì/E lampare (Rca, A25V 0268)
- 1955: Napule sotto e 'ncoppa/Ddoie stelle so' cadute (Rca, A25V 0269)
- 1955: 'E stelle 'e Napule/E rrose chiagnenno (Rca, A25V 0270)
- 1955: Nnammuratella mia/Curiosità (Rca, A25V 0271)
- 1955: Luna chiara/'O ritratto 'e Nanninella (Rca, A25V 0272)
- 1955: Maestro e musica/Gennariello americano (Rca, A25V 0273)
- 1955: Addò staie tu/'A lattara (Rca, A25V 0274)
- 1955: 'Nu vasillo a pizzechillo/E siente siè (Rca, A25V 0275)
- 1957: Lo zio rock/There will never be another (Voce del Padrone, HN 3849)
- 1957: Arrivederci Napoli/Povera guagliuncella (Voce del Padrone, HN 3850)
- 1958: S'è spusato 'o marisciallo/Sputnick napulitano (Voce del Padrone, HN 3924)

## Programmi radiofonici Rai
- Canta Eva Nova, con il suo sestetto diretto da Angelo Fiorentini, trasmissione del 21 marzo 1953